# Accionismo moscovita

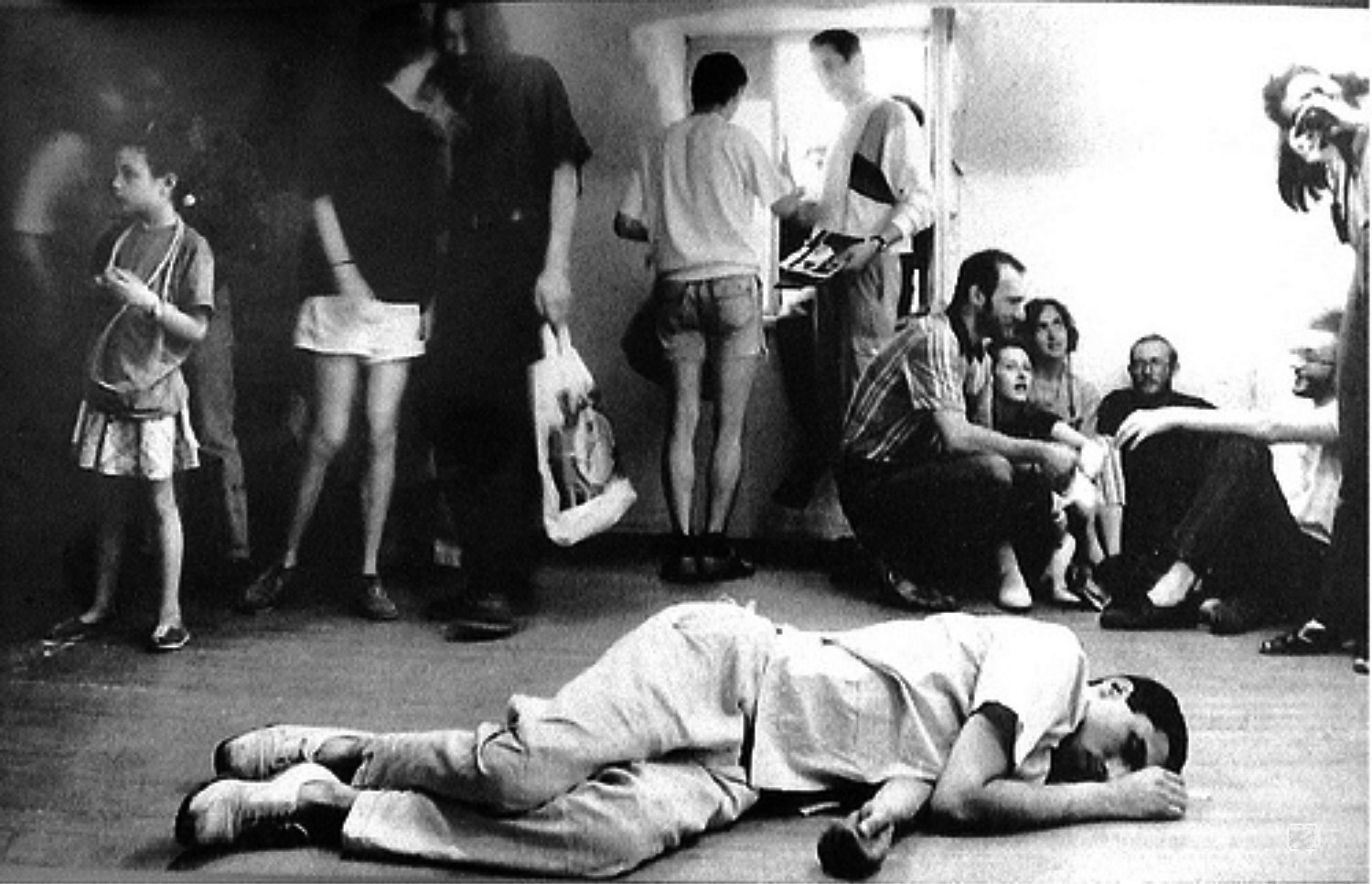
A. Ter-Oganyan, «Hacia el objeto». Galería en Trekhprudny lane, Moscú, 1992.

El accionismo moscovita es una expresión artística y movimiento de carácter político y social, que se desarrolla y evoluciona en Moscú desde principios de la década de 1990. Las acciones consideradas parte del movimiento destacan por su radicalismo y su provocación. Los miembros, artistas y pensadores vinculados al movimiento suelen emplear cuerpos desnudos, sangre y escenas de relaciones sexuales explícitas. En ocasiones, las acciones provocaban disturbios en las calles o nacen para crear caos con fin de provocar o enfrentar a la policía.
Los artistas y activistas no tenían siempre una ideología unificada, pero una acción siempre implicaba un acto antisocial cometido en un entorno público y que provocaba que el público actuara o discutiera el tema.

## Historia del accionismo moscovita
El accionismo en Moscú nació el año 1991. Antes de eso, tales acciones eran simplemente imposibles: los artistas aún no han encontrado la manera de penetrar en el entorno urbano. Hay tres oleadas de accionismo moscovita.

### Primera ola de acciones
Todo comenzó con la acción «E.T.I. - texto» movimiento E.T.I. en abril de 1991. Los artistas sacaron la palabra «pene» de sus cuerpos en la Plaza Roja. La primera ola llega a su fin, cuando en 1999 los accionistas logran intervenir en la política real con la acción «Contra todos». En diciembre de este año, miembros de Radek y Z. A. Y. SEGUNDO. Y. «Corrí hacia el mausoleo de Lenin y extendí una pancarta» Contra todos «en él».

### Segunda ola de acciones
Comenzó con las acciones del grupo «Voiná», por ejemplo, «Joder para el heredero del Oso» durante la campaña electoral presidencial de 2008. La segunda ola termina con el encarcelamiento de los integrantes del grupo «Pussy Riot» luego de la «Oración Punk» en la Catedral de Cristo Salvador en 2012.
«El accionismo no existió en Rusia durante los dos mandatos de Putin, y fue solo durante las elecciones presidenciales de 2008 que el grupo Voiná realizó sus primeras acciones. Mientras que los accionistas de la primera ola se radicalizaron física, intelectual y políticamente, los activistas de la segunda ola no escribieron manifiestos ni textos teóricos, literarios o poéticos. Su radicalismo creció con brutalidad y llegó al punto de incendiar una camioneta policial en el territorio de una comisaría en 2011».

### Tercera ola de acciones
Dura desde 2012 hasta la época actual.
Este período se diferencia de los anteriores en que las acciones pueden durar meses, y el proceso de comunicación e interacción con los medios está en el centro. Las acciones anteriores eran puntuales y de corta duración, y el énfasis estaba en la propia figura del artista. Además, los activistas de la primera y segunda oleadas hablaron en su propio nombre y los participantes de la tercera defienden los derechos de los oprimidos.

### Instituciones
El accionismo moscovita no implicaba la existencia de instituciones. Sin embargo, periódicamente surgieron organizaciones temporales, por ejemplo, la Galería en Trekhprudny Pereulok, la Escuela de Arte Contemporáneo de Ter-Oganyan, y el Taller de Antropología Visual, organizado por Viktor Misiano, editor del Khudozhestvenny Zhurnal. Además, los activistas a menudo se unieron en varios grupos, colectivos y movimientos.

### Métodos de accionismo
Olga Grabovskaya analizó los métodos de lucha política utilizados por estos artistas, destacando seis principales: expropiación del espacio público, profanación, provocación, gesto afectivo, corporeidad y transgresión. También considera político cualquier gesto de los activistas, independientemente de su finalidad y lugar de «crimen».

## Actos, acciones y protestas

### ESTAS. - texto (1991)
En la Plaza Roja, los activistas de la E.T.I., críticos, punks de Arbat y un transeúnte casual escribieron con sus cuerpos la famosa palabra obscena del idioma ruso, que consta de tres letras. Uno de los participantes, Anatoly Osmolovsky, dijo que «la acción se programó para que coincidiera con la Ley de la Moral, con la que en ese momento no estábamos del todo de acuerdo. Fue liberado el 15 de abril de 1991, estaba prohibido insultarlo en lugares públicos, ahora se suponía que eran 15 días para eso». La acción pareció desdibujar la línea entre lo sagrado y lo cotidiano, el Estado y el público. Sin embargo, se inició una causa penal por vandalismo contra los activistas, pero gracias al apoyo de la comunidad artística, lograron evitar el castigo.

### El primer guante (1995)
El 1 de febrero, Alexander Brener fue al campo de ejecución en la Plaza Roja en pantalones cortos y guantes de boxeo y, boxeando, comenzó a gritar «¡Yeltsin, sal!». Según él, esta fue una reacción a la guerra en Chechenia iniciada por el presidente.

### Barricada (1998)
Este es uno de los eventos más numerosos de Moscú. Unos trescientos participantes, transeúntes, artistas y activistas, bloquearon el tráfico en la calle Bolshaya Nikitskaya con cajas vacías y corearon consignas: «¡Está prohibido prohibir!», «¡Están siendo engañados!», «¡Todo el poder a la imaginación!» etc. Se dedicó al 30.º aniversario de la revolución estudiantil de 1968 en Francia. El objetivo es explorar el potencial del accionismo y las tecnologías atípicas de la lucha política.

### Joven ateo (1998)
La famosa actuación de Avdey Ter-Oganyan en la exposición Art-Manege-98: cortar con un hacha los iconos del Salvador no hecho por manos, la Madre de Dios Vladimir y el Salvador Todopoderoso. Según Elena Romanova, curadora de Art-Manege, de esta manera el artista contrastó su visión del mundo con el cristianismo ortodoxo. Y el propio artista explicó que con su acción investigó si el espacio artístico proporciona la libre circulación de imágenes o si aún permanecen bajo el control de instituciones tradicionales incluso en una Rusia formalmente democrática y laica. La actuación se dio por terminada a pedido de los espectadores indignados y se abrió una causa penal contra Ter-Oganyan bajo el artículo «Incitación al odio nacional, racial o religioso», que se cerró en 2010, presumiblemente después de expirado el plazo de prescripción.

### Contra todos (1999)
En las elecciones a la Duma de la Ciudad de Moscú, la columna «Contra todos» fue excluida de las papeletas. Un grupo de activistas «Comisión de Control No Gubernamental», encabezado por Anatoly Osmolovsky, trató esto como una violación de los derechos civiles y, en protesta, colgó un cartel con la inscripción «Contra todos» en el Mausoleo de Lenin. Según los participantes, esto fue seguido por búsquedas y presiones de los servicios especiales.

### No crea a sus ojos (2000)
En el patio del Instituto de Culturología del Ministerio de Cultura de la Federación de Rusia, el activista Oleg Mavromatti fue clavado en una cruz y la inscripción «No soy el hijo de Dios» estaba grabada en la parte posterior. Se suponía que esta acción desacralizaría el dolor y el sufrimiento físico.

### Joder para el heredero del Oso (2008)
El sexo simultáneo de varias parejas en el museo biológico, organizado por el grupo de arte «Voiná», se ha convertido en una de las acciones más radicales y sensacionales de Moscú. La actuación tuvo lugar en vísperas de las elecciones presidenciales de 2008. Según los activistas, en el momento en que Vladímir Putin anunció que su sucesor, Dmitri Medvédev, desconocido en ese momento, «el país estaba realmente jodido», lo tradujeron al lenguaje del arte contemporáneo.

### En memoria de los decembristas (Ped) (2008)
La acción fue organizada por el grupo de arte «Voiná». En una de las tiendas de Auchan, cinco personas están suspendidas del techo del departamento de iluminación eléctrica: tres trabajadores migrantes y dos representantes de minorías sexuales. La acción es difícil de interpretar porque toca cuestiones éticas de actitudes hacia las minorías y el uso de sus imágenes en los medios. Por tanto, la pregunta de «Voiná» suena así: «¿Es posible, con la ayuda de una determinada ordenación y puesta en escena de la imagen, lograr en los medios la misma libertad de manejo de la imagen que tienen los artistas occidentales en el marco del marcado espacio artístico?»

### X * th en cautiverio del FSB (2010)
Los miembros del grupo de arte «Voiná» pintaron un falo en el puente levadizo del Puente Liteiny, que se encontraba frente a la sede del FSB en San Petersburgo. La obra recibió el premio del Centro Nacional de Arte Contemporáneo no solo por su sonido agudo en el contexto del creciente conformismo del entorno artístico, no solo por el alto nivel de criticidad y valentía. Después de eso, los miembros del grupo donaron un premio de 400 000 rublos al grupo de derechos humanos Agora para apoyar a los presos políticos.

### Sube a la basura (2011)
Los miembros del grupo de arte «Voiná» besaron a los agentes de policía en el transporte público. El motivo fue la publicación de la ley «Sobre la Policía» el 1 de marzo de 2011.

### ¡Madre de Dios, echa a Putin! (2012)
El 21 de febrero, los miembros de Pussy Riot realizaron una oración punk en la Catedral de Cristo Salvador. Después de la actuación, dos de sus intérpretes, Nadezhda Tolokónnikova y María Aliójina, fueron condenadas a dos años de prisión en virtud del artículo «Vandalismo» y liberadas en diciembre de 2013 en virtud de una amnistía, dos meses antes del final oficial de su condena. La acción causó una gran resonancia en el espacio mediático, hasta el rodaje de una película sobre estos hechos. Sigue siendo el único precedente del accionismo comentado públicamente por el presidente.

### Amenaza (2015)
Piotr Pavlenski prendió fuego a la puerta del edificio principal del FSB. «Al cometer un incendio provocado, el artista quiso iluminar su camino y disipar la oscuridad que esconde el funcionamiento de esta institución». Pero la acción no terminó ahí: mientras estaba bajo custodia, invitó a las trabajadoras sexuales a la sesión del tribunal como testigos, convirtiendo el proceso en una producción teatral.

### No tengas miedo (2015)
Acción de junio de Katrin Nenasheva en apoyo de las presas. Durante treinta días caminó por Moscú vestida con el uniforme de la prisión, y el último día en la Plaza Roja, a pocos pasos del Kremlin, su colega Anna Bockler le afeitó la cabeza a Katrin. Las niñas no tuvieron tiempo de terminar la actuación, ya que fueron detenidas y encarceladas durante tres días.

### Piquete silencioso (2016)
En marzo, Daria Serenko inició una campaña indefinida, durante la cual los participantes salieron al espacio público con carteles con diversas inscripciones: desde dibujos y poemas hasta consignas políticas y estadísticas. Afectan todos los aspectos de la vida: desde experiencias personales hasta cuestiones sociopolíticas, especialmente el tema del feminismo, la comunidad LGBTQ, la discriminación. Los resultados de las interacciones con transeúntes y pasajeros se describen en informes publicados en las redes sociales. A través del hashtag # quietpicket la participación en la acción se pone al alcance de todos.

## Crítica
El accionismo moscovita es ampliamente criticado y perseguido por el hecho de que el foco de atención no es a menudo un problema social, sino la propia figura del accionista.
Es difícil deshacerse de la sensación de que las descripciones enfatizan aquellos aspectos que sitúan a la figura heroica del accionista en el centro de la acción. Sus nombres aparecen en los titulares de los artículos de los periódicos y el mensaje principal se deja entre bastidores. La serie gráfica que documenta la acción «No tengas miedo» convierte a Nenasheva en la protagonista del drama, solo su rostro o figura en el trasfondo de los transeúntes aparecen en las publicaciones de Internet (solo en Facebook se pueden encontrar fotos con la gente del pueblo). En los grandes medios aparece como una celebridad cuyos gustos personales se discuten, por ejemplo, en un artículo sobre sus libros favoritos. Sin embargo, una excepción es la acción «Piquete silencioso».
Además, la cuestión del valor artístico de las interpretaciones también sigue siendo relevante. Los conservadores creen que los activistas solo conmocionan al público, sin agregar nada valioso al arte y sin cambiar la política real.
El gobierno también se opone a los activistas. Putin habló con desaprobación de la acción de Pussy Riot «Madre de Dios, expulsa a Putin». A menudo, por sus acciones, los artistas intérpretes o ejecutantes son arrestados, en un centro de detención preventiva e incluso en prisión. Sin embargo, algunos mencionan que, a veces, cuando la policía detuvo a los artistas, las palabras sobre arte y performance les sirvieron de «coartada», y fueron liberados.
También se menciona repetidamente que muchos artistas trabajaron para partidos políticos e incluso participaron en campañas electorales.
Algunos autores, como Pavel Pepperstein, critican la idea de publicidad. Escribió que «al artista se le ofrece el papel de un “cuasi-gladiador”, cuyo burbujeo en la arena apunta a demostrar al público circundante su propia realidad pública. Géneros como la instalación y la interpretación se están reduciendo rápidamente a elementos del diseño de espacios públicos. <…> Por regla general, el bajo y vulgar nivel de crítica periodística, cuya atención cubre ahora todos los hechos que tienen lugar en los espacios públicos de arte, es, de hecho, el garante de esta corporeidad pública».
Sin embargo, en defensa de los accionistas, hay que decir que las colosales ambiciones políticas del artista sólo pueden realizarse mediante un gesto extremadamente absurdo. Tales afirmaciones solo indexaban el absurdo de la política real, en la que todo era posible.

## Los principales exponentes
- Avdey Ter-Oganyan
- Alexander Brener
- Anton Litvin
- Alemán Vinogradov
- Gia Rigvava
- Daria Serenko
- Dmitry Pimenov
- Elena Kovylina
- Emperador WAWA
- Katrin Nenasheva
- Komar y Melamid
- Liza Morozova
- Oleg Kulik
- Oleg Mavromatti
- Piotr Pavlenski
- Rimma y Valery Gerlovin
- Timur Novikov
- La secta del amor absoluto ( Oleg Mavromatti, Emperador VAVA, Farid Bogdalov, Dmitry Pimenov, Misha Nikitin, Tatiana Nikitina)
- Grupo de arte «Voiná» (Oleg Vorotnikov, Natalia Sokol, Leonid Nikolaev, Alexey Pluzer-Sarno, Piotr Verzílov, Nadezhda Tolokónnikova)
- Bombily Group (Anton Nikolaev, Alexander Rossikhin)
- Grupo «Acciones colectivas» ( Andrei Monastyrsky, Nikita Alekseev, Nikolai Panitkov, Georgy Kizevalter, Igor Makarevich, Elena Elagina, Sergey Romashko y Sabina Hensgen)
- Grupo «Mukhomor» (Vladimir Kara-Murza, Sergey Mironenko, Vladimir Mironenko, Sven Gundlakh, Konstantin Zvezdochetov, Alexey Kamensky)
- Movimiento «Pussy Riot» (Nadezhda Tolokónnikova, María Aliójina, Yekaterina Samutsévich )
- MI. T. Y. ( Anatoly Osmolovsky, Dmitry Pimenov, Grigory Gusarov, Oleg Mavromatti, Anton Nikolaev)
- Sociedad Radek
- TANATOS (Sergey Kuskov, Alexander Elmar, Anvil Kasimov, Sergey Orlov, Mikhail Roshnyak, Valery Bezryadin)
- TOTART (Natalia Abalakova y Anatoly Zhigalov)

## Galería

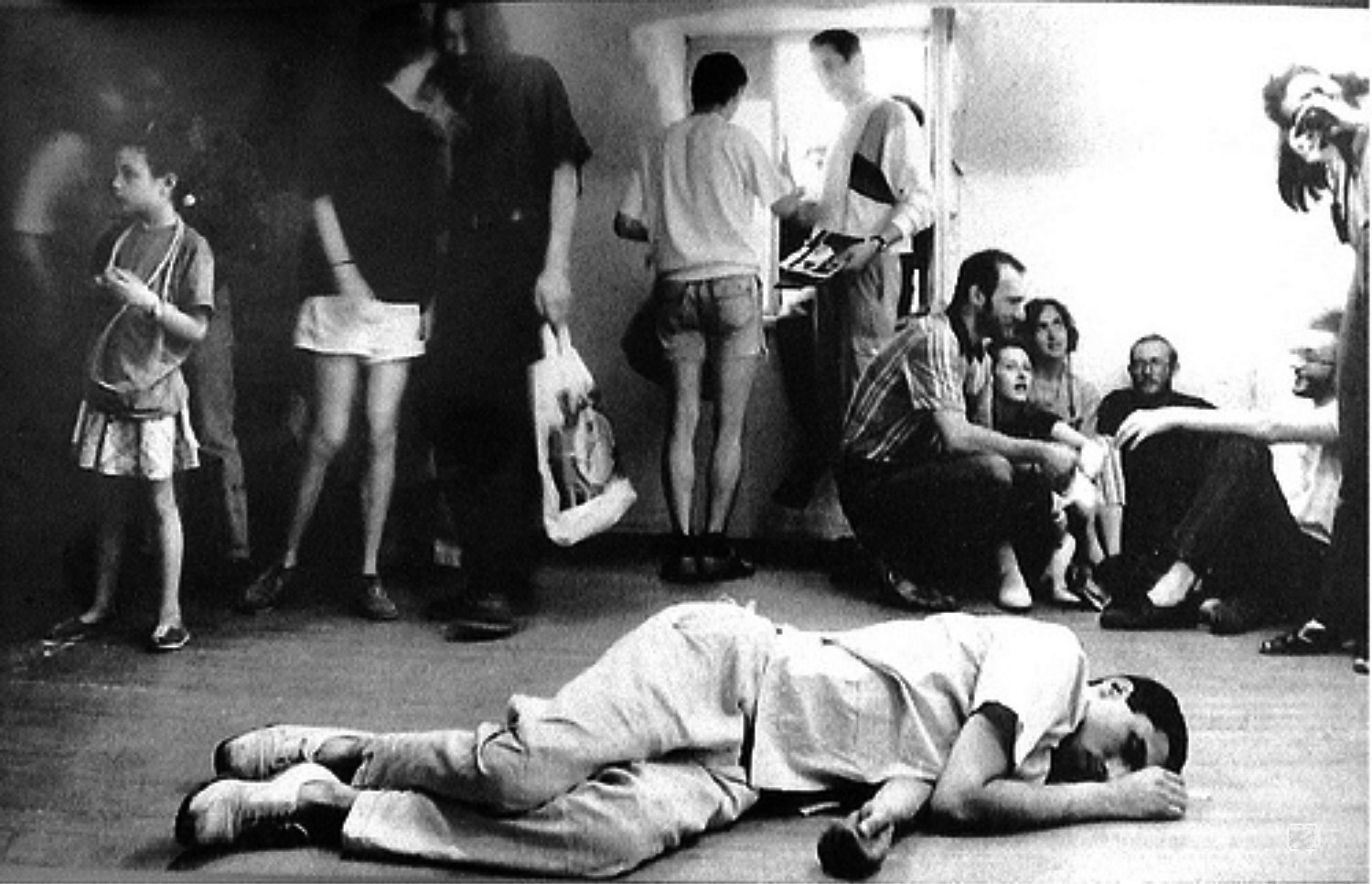
A. Ter-Oganyan, «Hacia el objeto». Galería en Trekhprudny lane, Moscú, 1992.
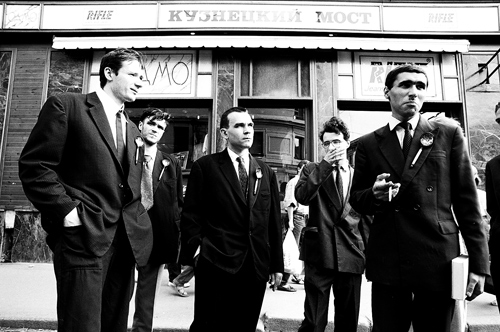
Acción «Los futuristas van a Kuznetsky». Kuznetsky Most, Moscú, 1993.
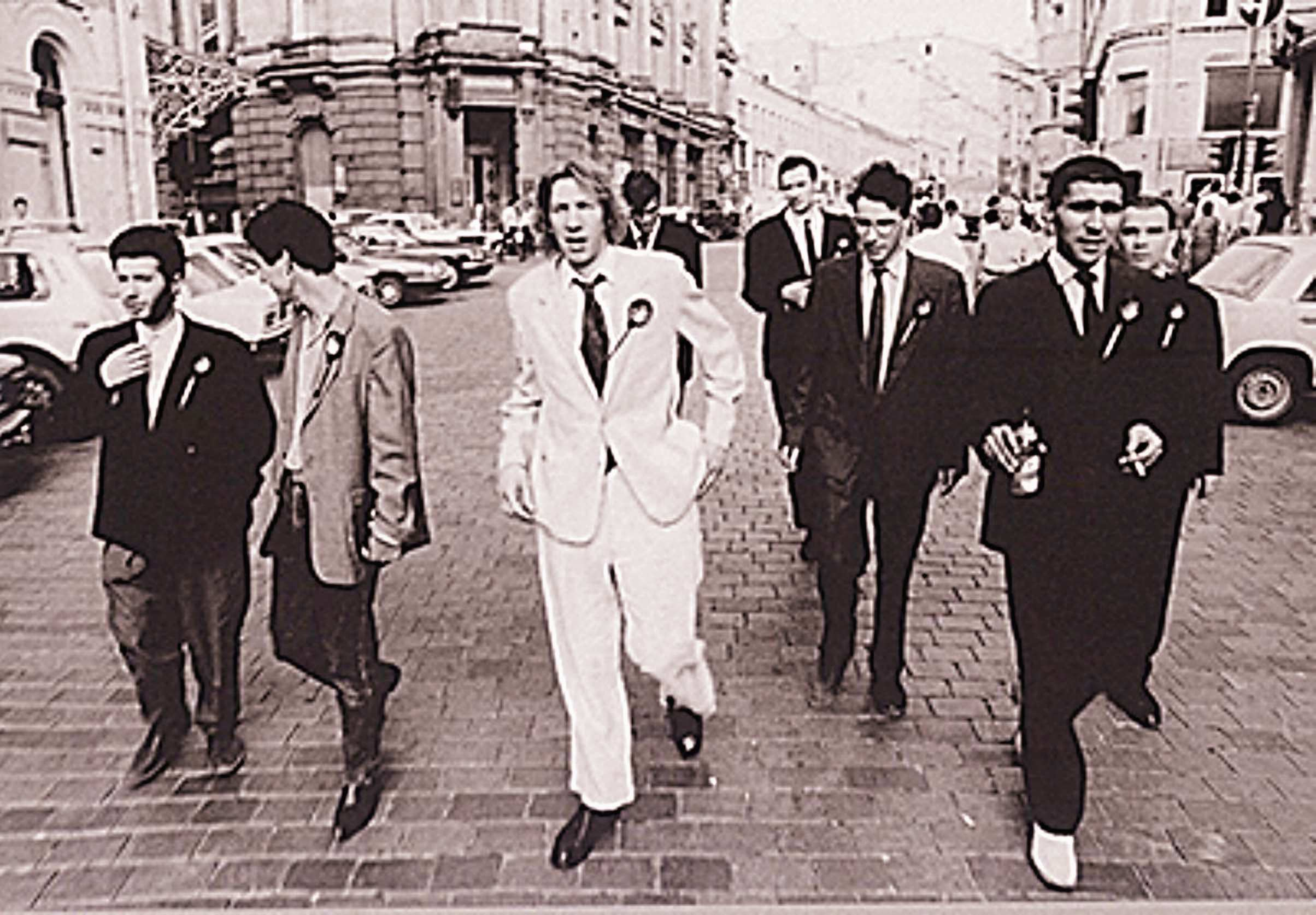
Acción «Los futuristas van a Kuznetsky». Kuznetsky Most, Moscú, 1993.
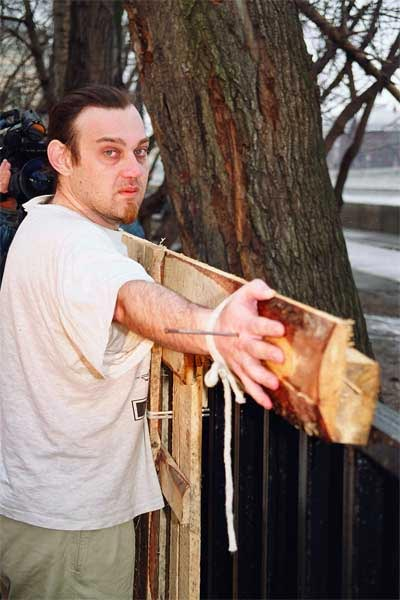
Oleg Mavromatti, acción «No crea en sus ojos», 2001 gramo.

## Enlaces
- Andrey Kovalev. Diccionario de los 90: Actionism (video conferencia y transcripción para el sitio web de Postnauka)
- Mitenko P. ¿Cómo actuar a la vista de todos? (Accionismo de Moscú y política comunitaria) // NUEVA REVISIÓN LITERARIA - N.º 124 (6/2013).
- Olga Grabovskaya. Crítica política en el arte (programa educativo teórico en el accionismo de Moscú.
- Max Fry. Accionismo. Archivado el 15 de julio de 2021 en Wayback Machine.
- Oleg Mavromatti. Cuadro comparativo de accionismos de Moscú y Viena.
- Emperador WAWA. ¿Por qué perdimos y perdimos?
- Una selección de libros sobre actuaciones de «Garage»
- Liza Morozova En memoria del accionismo de Moscú
- Ekaterina Lazareva. Vanguardia vs. representación. Archivado el 24 de febrero de 2020 en Wayback Machine.